# رود كليمنتس
رود كليمنتس (بالإنجليزية: Rod Clements)‏ هو كاتب أغاني بريطاني، ولد في 17 نوفمبر 1947 في شيلدز الشمالية ‏ في المملكة المتحدة.

## وصلات خارجية
- رود كليمنتس على موقع ميوزك برينز (الإنجليزية)
- رود كليمنتس على موقع ديسكوغز (الإنجليزية)
- الموقع الرسمي